# Ostrau (Bad Schandau)
Ostrau ist ein Ortsteil des staatlich anerkannten Kneippkurorts Bad Schandau im Landkreis Sächsische Schweiz-Osterzgebirge.

## Ortsname
Der Name des Ortes leitet sich aus dem slawischen ostrov für „Insel“ ab (vgl. tschechisch = ostrov, russisch = óstrov) und bezieht sich auf die hervorgehobene Lage auf einem Plateau zwischen den Tälern von Elbe und Kirnitzsch sowie dem Zahnsgrund.

## Geographie

### Lage
Ostrau liegt südöstlich der sächsischen Landeshauptstadt Dresden in der Sächsischen Schweiz und im Elbsandsteingebirge. Es befindet sich im Osten des Landkreises Sächsische Schweiz-Osterzgebirge im Landschaftsschutzgebiet Sächsische Schweiz und hat Anteil am Nationalpark Sächsische Schweiz. Das Waldhufendorf liegt im Osten der Stadt Bad Schandau. Die Ortslage Ostrau befindet sich auf 245 m ü. NN auf der Ostrauer Scheibe, der Ebenheit zwischen dem engen Tal der 130 m niedriger gelegenen Elbe im Süden, dem Tal der Kirnitzsch im Westen und Norden sowie dem Zahnsgrund im Osten. Die eigentliche Ostrauer Waldhufenflur, die zum Großteil landwirtschaftlich genutzt wird, umfasste 340 Hektar. Die Fläche der Gemarkung Ostrau vervielfachte sich jedoch, als ihr ein großer Teil der Waldgebiete der Hinteren Sächsischen Schweiz zugeschlagen wurde, die vormals dem Staatsforstrevier Postelwitz, einem selbständigen Gutsbezirk außerhalb der Gemeinde, angehört hatten.

### Flurgebiet
Die Ostgrenze der Gemarkung verläuft durch den kompletten deutschen Anteil des Großen Zschands, wobei das Zeughaus zur östlich angrenzenden Ottendorfer Flur gehört, die wiederum zur Stadt Sebnitz zählt. Ab der Einmündung des Großen Zschands ins Kirnitzschtal in Höhe der Ottendorfer Neumannmühle verläuft die Flurgrenze flussabwärts fast bis zur Bushaltestelle Tiefer Hahn entlang der Uferböschung der Kirnitzschtalstraße; das Flussbett der Kirnitzsch gehört in diesem rund zwei Kilometer langen Abschnitt komplett zu Ostrau. Da sich das Sägewerk Felsenmühle orografisch links der Kirnitzsch befindet, aber zu Ottendorf gehört, bildet es eine Ottendorfer Enklave innerhalb Ostraus bzw. eine Enklave von Sebnitz innerhalb Bad Schandaus.
Von der Lichtenhainer Mühle bis an die Ortslage Bad Schandau, jedoch mit kleineren Ausnahmen wie im Bereich des Lichtenhainer Wasserfalls, wo auch die südliche, orografisch linke Talseite nicht zu Ostrau zählt, verläuft die Nordgrenze der Gemarkung entlang der Kirnitzsch. In diesem Bereich grenzen die Sebnitzer Ortsteile Lichtenhain, Mittelndorf und Altendorf sowie die Flur von Bad Schandau an. Die Südgrenze der Gemarkung führt an den Elbleiten oberhalb von Postelwitz entlang und um die Ortslage Schmilka (beides ebenfalls Ortsteile von Bad Schandau) herum; zwischen Schmilka und dem Großen Zschand ist sie identisch mit der Bundesgrenze zu Tschechien. Dort grenzen die Fluren von Hřensko (Herrnskretschen) sowie, östlich des Prebischtors, von dessen Ortsteilen Mezná (Stimmersdorf) und Mezní Louka (Rainwiese) an.

### Landschaftsbeschreibung
In der Gemarkung Ostrau liegen somit der Große Winterberg, mit 556 m ü. NHN die zweithöchste Erhebung der Sächsischen Schweiz, der benachbarte Kleine Winterberg, der Rauschenstein, der Winterstein und der Frienstein, die Affensteine mit dem Bloßstock, die Schrammsteine mit dem Teufelsturm und dem Falkenstein sowie die Hohe Liebe, um nur einige Erhebungen und Gipfel im Klettergebiet Sächsische Schweiz zu nennen. Auch der Kleine Zschand, die Ruine der Burg Wildenstein, der Kuhstall und das Krinitzgrab befinden sich in der Gemarkung Ostrau, nahe deren westlichstem Punkt zudem das Bad Schandauer Lutherdenkmal. In der Gemarkung verlaufen außerdem die Häntzschelstiege, die Rübezahlstiege und die Heilige Stiege sowie mehrere Abschnitte des Malerwegs.

### Verkehrsinfrastruktur
Die wichtigste Straße auf Ostrauer Flur ist der Straßenzug Zahnsgrund–Falkensteinstraße, der als Kreisstraße 8740 die Verbindung von Ostrau ins Elbtal zur Bundesstraße 172 in deren Abschnitt zwischen dem Zentrum von Bad Schandau und Schmilka herstellt. Über diese Route ist Ostrau auch an das Busnetz des Regionalverkehrs Sächsische Schweiz-Osterzgebirge (RVSOE) angeschlossen. Die Straße Ostrauer Berg führt ins Kirnitzschtal, wo auch die Häuser am Niederweg und Pflanzgartenweg zu Ostrau gehören. Den Ortskern von Ostrau erschließen die Dorfstraße und einige Nebenstraßen. Dort finden sich alte Bauernhöfe im Fachwerkstil, Pensionen, Ferienheime, die Falkenstein-Klinik als Rehabilitations-Einrichtung, Gasthöfe und Einfamilienhäuser. Der Ostrauer Ring erschließt die ebenfalls auf Ostrauer Flur gelegene, auf Initiative des Hoteliers Rudolf Sendig errichtete Villenkolonie Neuschandau südöstlich des Ortskerns. Eine kurze Anbindung von Ostrau und Neuschandau an das Stadtzentrum von Bad Schandau stellt der 1904 errichtete Personenaufzug Bad Schandau dar. Entlang der Nordgrenze Ostraus im Kirnitzschtal verläuft die Staatsstraße 165 (Kirnitzschtalstraße) als Verbindung von Bad Schandau und Sebnitz, auf deren westlichem Teil die Kirnitzschtalbahn fährt.